# Vacerra
Vacerra là một chi bướm ngày thuộc họ Bướm nâu.